# وزير الناس (مسرحية)
وزير الناس  مسرحية عرضت في مسرح قطر الوطني خلال أيام العيد تدور أحداث حول الفنان خالد النفيسي وزوجته وابنته عندما لاقوا معاناة في منزل شعبي وسيارة قديمة وبعد عدة سنوات أصبح الاب (خالد النفيسي) وزير للناس يعالج قضاياهم وبعدها عاد وزير للفقر

## بطولة
1. خالد النفيسي
2. عبد العزيز جاسم
3. هيا الشعيبي
4. عبير احمد
5. سعيد المناعي